# Dupla penetração

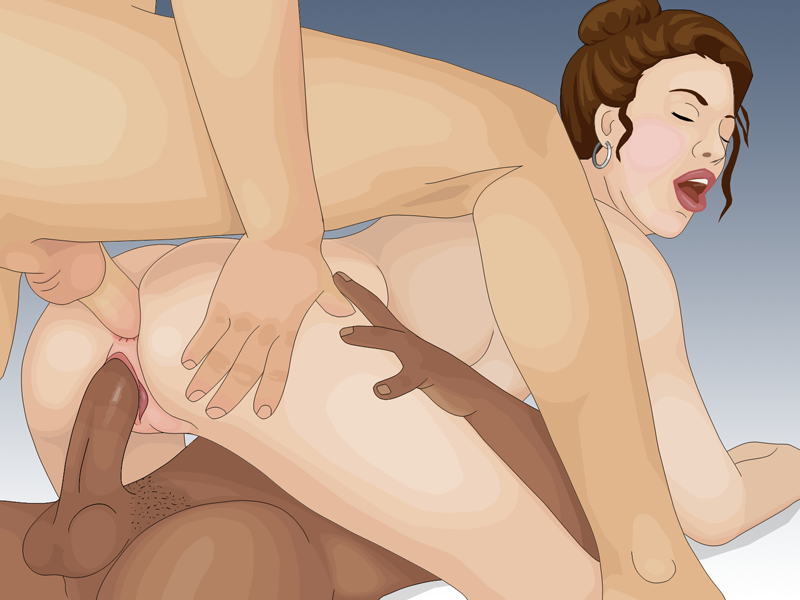
Exemplo de uma pose comum para dupla penetração

Dupla penetração (às vezes chamada de DP para abreviar) é um termo que geralmente se refere a um ato de sexo vaginal e sexo anal envolvendo um pênis penetrando uma vagina enquanto outro penetra o ânus. Também pode referir-se à penetração simultânea de uma vagina ou de um ânus por dois pênis ou objetos.

## Prática
A dupla penetração geralmente envolve a inserção e movimentação de dois pênis eretos na vagina e no ânus de uma mulher simultaneamente. É uma prática comum na pornografia. O termo também pode descrever a inserção e movimentação de dois pênis eretos em uma única vagina ou ânus. Isso é conhecido como dupla penetração vaginal (DPV) e dupla penetração anal (DPA), respectivamente.
A dupla penetração pode ser realizada não apenas com pênis, mas também com diferentes partes do corpo (mãos, dedos) ou com brinquedos sexuais específicos.
O ato sexual pode ser prazeroso para a parceira penetrada devido aos “orgasmos combinados” resultantes da estimulação do ponto G e do ponto A (fornix anterior) na vagina, juntamente com as terminações nervosas anais e o ponto PS (esponja perineal), situado na parede que separa os canais anal e vaginal. Os parceiros penetradores podem sentir prazer com a firmeza da vagina e/ou do ânus, bem como com o atrito entre seus pênis, seja no mesmo orifício ou através do revestimento da fáscia retovaginal.

## História

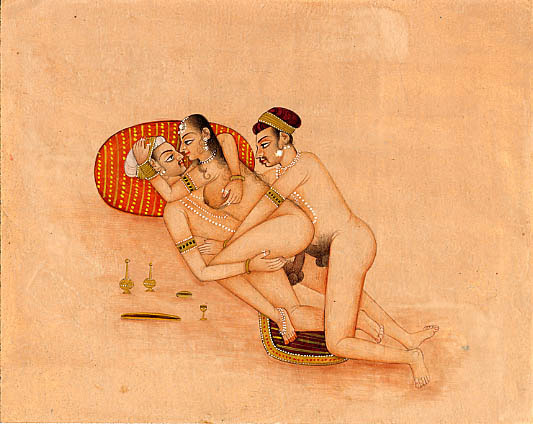
Ilustração de uma mulher sendo dupla penetrada no texto do Kama-sutra do século III d.C.

Representações de dupla penetração têm sido retratadas em diversos objetos eróticos romanos, assim como no Kama-sutra. A primeira filmagem de dupla penetração na história surgiu em 1970, no filme "Delphia the Greek", dirigido por Lasse Braun.

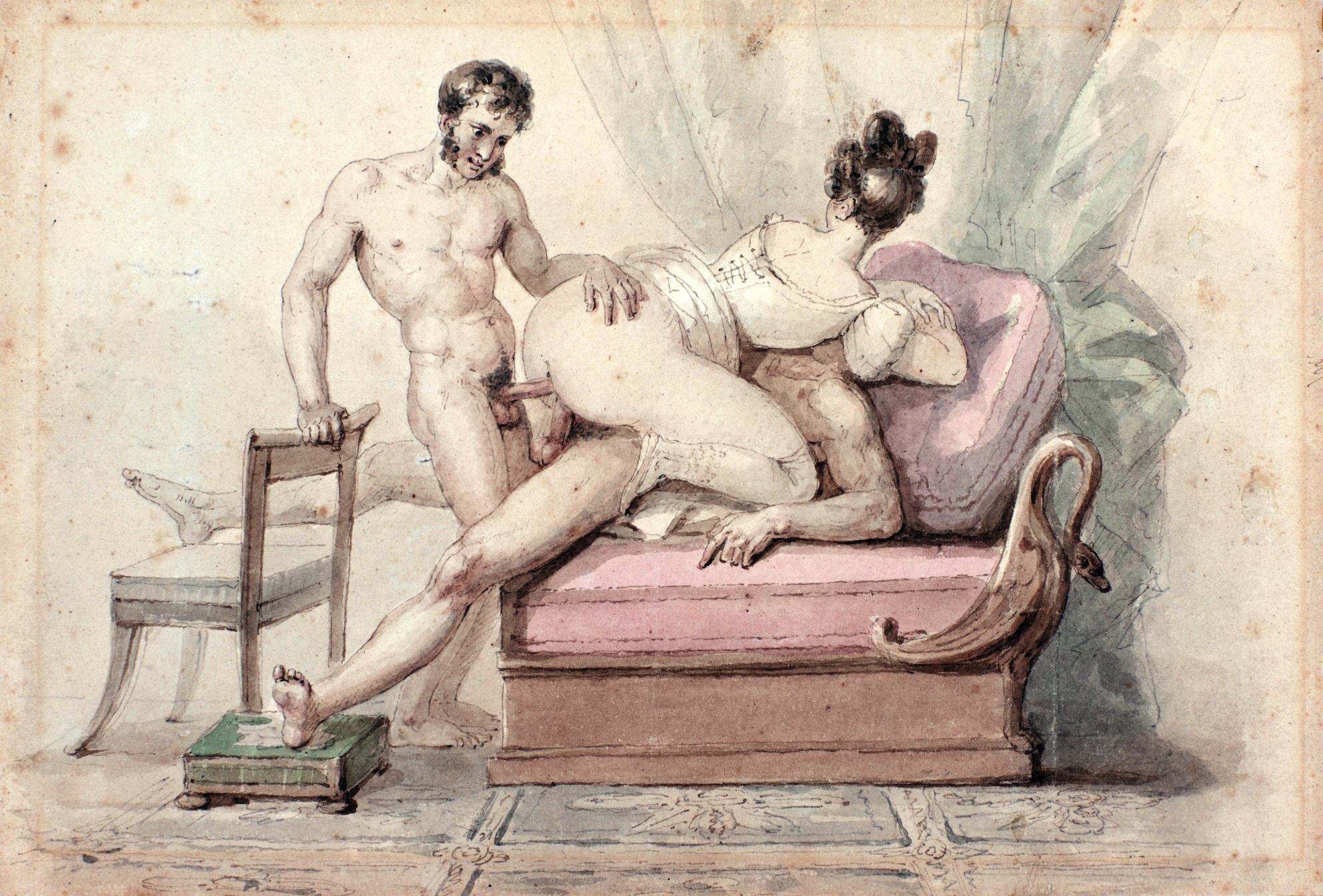
Pintura de Paul Chenavard intitulada Ménage à Trois, retratando uma cena alegórica com três personagens.

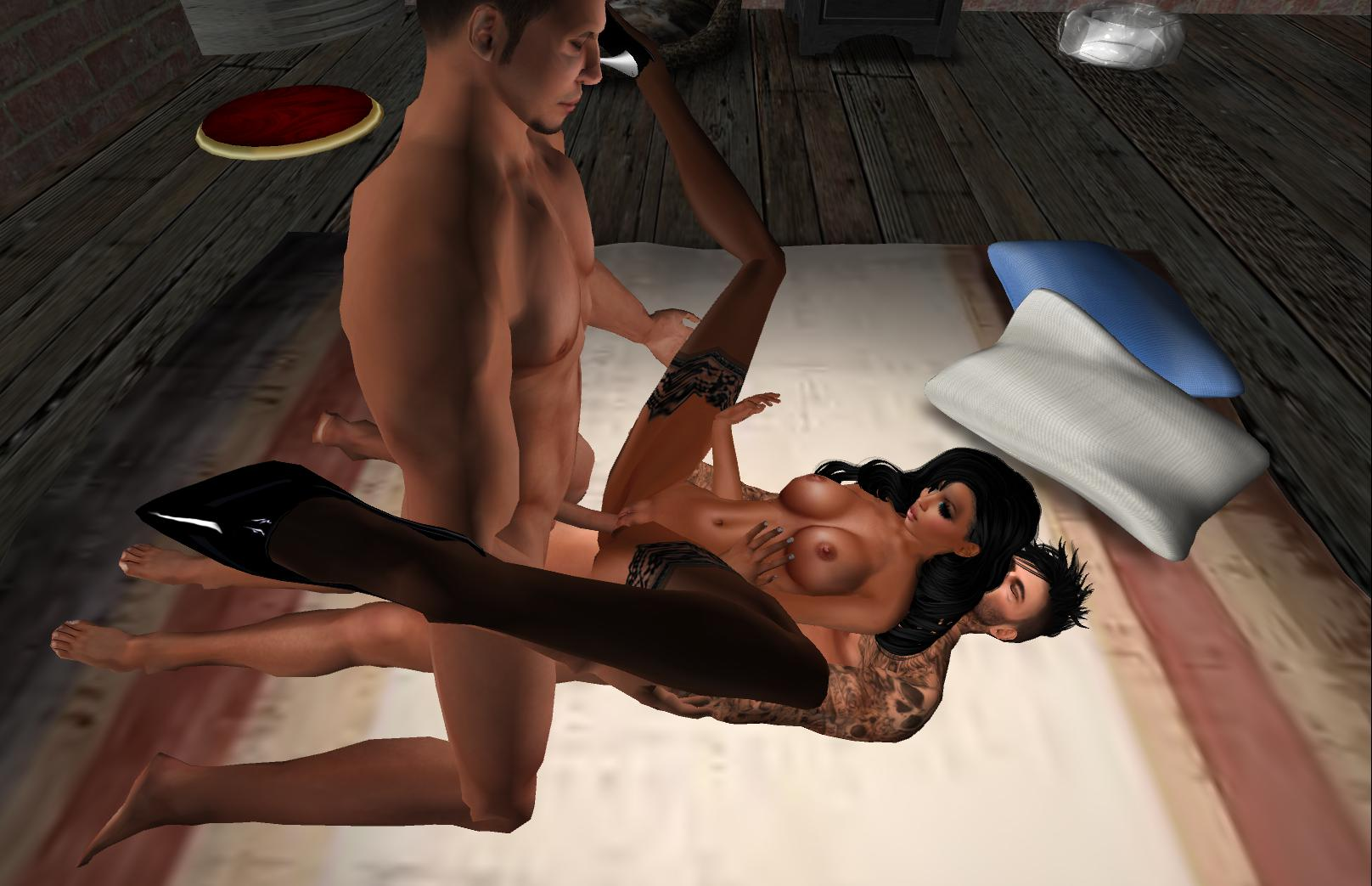
Imagem erótica virtual representando um trio sexual.

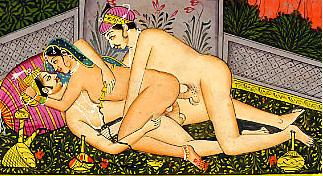
Detalhe de uma ilustração do Kama Sutra.

A feminista Bernadette Barton argumenta que a dupla penetração, por geralmente envolver dois pênis masculinos próximos ou em contato direto, é um ato “inusitadamente homoerótico” em uma cultura em grande parte homofóbica. Barton também considera a dupla penetração “bizarra” e “punitiva ao corpo” porque pode esticar os orifícios de uma mulher até seu limite físico. O ator pornô James Deen nega que a dupla penetração seja inerentemente uma “atividade homossexual”, mesmo que dois pênis estejam no mesmo orifício, acreditando que a motivação do performer determina se o ato é homossexual ou não. O autor bissexual Zachary Zane escreve que a dupla penetração não é inerentemente bissexual, mas pode tornar-se bissexual se os homens optarem por interagir sexualmente entre si, dizendo que homens queer penetrando duplamente uma mulher podem ter uma “experiência completamente diferente” do que homens heterossexuais.

## Spit-roast
O spit-roast é uma variação da dupla penetração, na qual uma pessoa é penetrada pela retaguarda por um pênis (seja na vagina ou no ânus) e realiza sexo oral em outro pênis. Esse ato combina a posição a quatro com felação; o “spit-roast” é frequentemente retratado na pornografia.